# René Maurice Fréchet
Pour les articles homonymes, voir Fréchet.
René Maurice Fréchet (prénom usuel Maurice), né à Maligny le 2 septembre 1878 et mort à Paris le 4 juin 1973, est un mathématicien français. Mathématicien prolifique, il travailla entre autres en topologie, en théorie des probabilités et en statistique.

## Biographie

### Études
Maurice Fréchet fait des études secondaires au lycée Buffon à Paris, où il a comme professeur de mathématiques Jacques Hadamard qui l'encourage vivement et lui donne des cours particuliers. Après les baccalauréats ès lettres et ès sciences il suit la classe de mathématiques spéciales au lycée Saint-Louis puis fait de 1900 à 1903 des études supérieures scientifiques à l'École normale supérieure et à la faculté des sciences de l'université de Paris, où il obtient les licences ès sciences mathématiques et physiques en 1902. Lauréat du concours d'agrégation de mathématiques en 1903, il prépare ensuite le doctorat ès sciences mathématiques qu'il obtient devant la faculté des sciences de Paris en 1906,.

### Début de carrière, Première Guerre mondiale et Strasbourg
Il est ensuite nommé professeur en classe de mathématiques spéciales au lycée de Besançon (1907) puis à celui de Nantes (1908) avant d'être nommé maître de conférences à la faculté des sciences de Rennes (1909), puis chargé de cours à Poitiers (1910) (remplacé à Rennes par Bertrand Gambier) où il obtient l'année suivante la chaire de mécanique rationnelle (en remplacement d'Henri Lebesgue nommé maître de conférences d'analyse mathématique à Paris), notamment grâce au soutien de Borel. Mobilisé durant la Grande guerre, notamment comme traducteur auprès du commandement britannique, il est envoyé après l'armistice à l'université de Strasbourg, redevenue française, comme titulaire de la chaire d'analyse supérieure (René Garnier le remplace à Poitiers). Il y dirige notamment l'institut de mathématiques et est professeur de statistique et d'assurances à l’Institut d'enseignement commercial supérieur de Strasbourg.

### À partir de 1928
En 1928 est créé à l'université de Paris l'institut Henri-Poincaré, notamment pour développer l'enseignement des probabilités, sous la direction d’Émile Borel, titulaire de la chaire de calcul des probabilités et physique mathématiques de la faculté. Maurice Fréchet est alors nommé maître de conférences de probabilité le 1er novembre 1928 et obtient le titre de professeur sans chaire le 19 décembre de la même année (Georges Valiron lui succède à Strasbourg). Le 1er novembre 1933 il est nommé titulaire de la chaire de mathématiques générales (Georges Valiron lui succède comme maître de conférences de calcul des probabilités et physique mathématiques tout en étant chargé du cours de mathématiques générales). Le 1er octobre 1935, Fréchet est transféré à la chaire de calcul différentiel et calcul intégral. En automne-hiver 1935, il fait un long voyage en Europe de l'Est et en URSS, renforçant les liens mathématiques avec ces pays.
Le 1er octobre 1941 il succède à Émile Borel à la chaire de calcul des probabilités et physique mathématiques qu'il conserve jusqu'à sa retraite en 1949. Il fut notamment directeur des laboratoires de calculs et de statistiques de l'institut Henri-Poincaré.
Il est élu membre de l'Académie polonaise des sciences en 1929, de la Société royale d'Édimbourg en 1947 et de l'Académie des sciences de Paris en 1956.
Il dirigea notamment les thèses de Nachman Aronszajn, Wolfgang Döblin, Ky Fan, Robert Fortet, Đuro Kurepa et Jean Ville. Sa fille Hélène épousa le biochimiste Edgar Lederer. Son épouse Suzanne est décédée en 1945.
Il était espérantophone, a publié des résultats mathématiques dans cette langue,,,,, et a été président de l’association scientifique internationale d'espéranto (eo).

## Travaux
Ses travaux en analyse fonctionnelle, commencés lors de sa thèse sous la direction de Jacques Hadamard, le poussent à chercher un cadre plus général que la métrique euclidienne.
Dans le domaine du calcul des probabilités, Fréchet a étudié la loi de probabilité suivie par la valeur maximum d'un échantillon de variables indépendantes de même loi. La résolution d'une équation fonctionnelle lui a permis d'identifier la loi de probabilité qui porte son nom.
Il introduit en 1906 les espaces métriques et dégage les premières notions de topologie en cherchant à formaliser en termes abstraits les travaux de Volterra, Arzelà, Hadamard et Cantor. Il introduit les notions de filtre, de convergence uniforme, de convergence compacte (en) et d'équicontinuité.

## Hommages

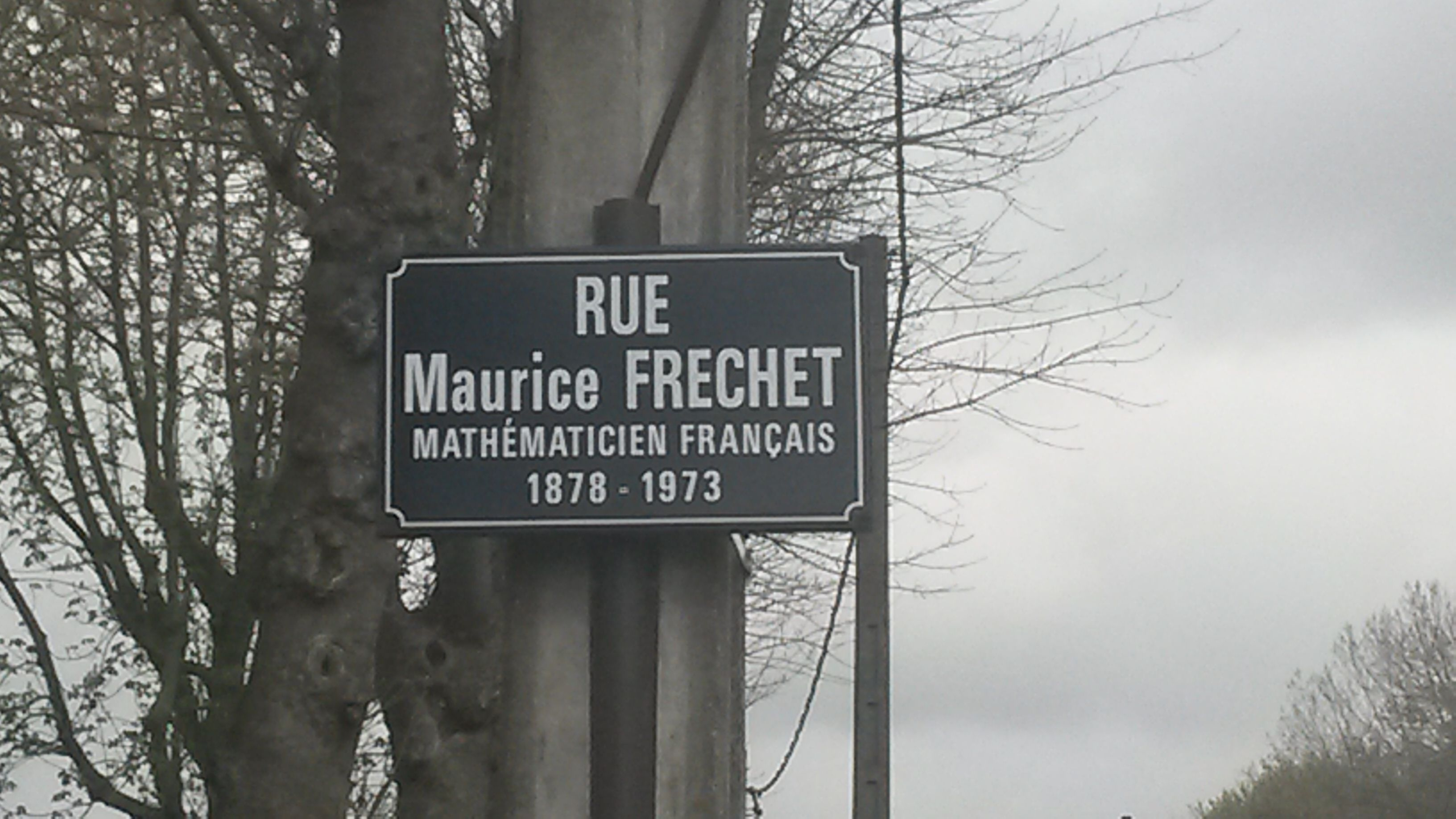
Panneau de la rue Maurice Fréchet à Lens (photo prise en 2018)

À Lens (Pas-de-Calais) une rue porte le nom de Maurice Fréchet.
Une salle de réunion de l'Institut Henri Poincaré (IHP) à Paris porte son nom.
Un colloque international en l'honneur de Maurice Fréchet a été organisé à l'Institut Henri Poincaré de Paris en octobre 2023 à l'occasion du cinquantième anniversaire de sa mort.